# النی (تگزاس)
النی، تگزاس (به انگلیسی: Olney, Texas) یک شهر در ایالات متحده آمریکا با جمعیت ۳٬۳۹۶ نفر است که در Young County واقع شده‌است.

## موقعیت جغرافیایی
موقعیت جغرافیایی شهرها و مناطق اطراف به شرح زیر است:

## نگارخانه

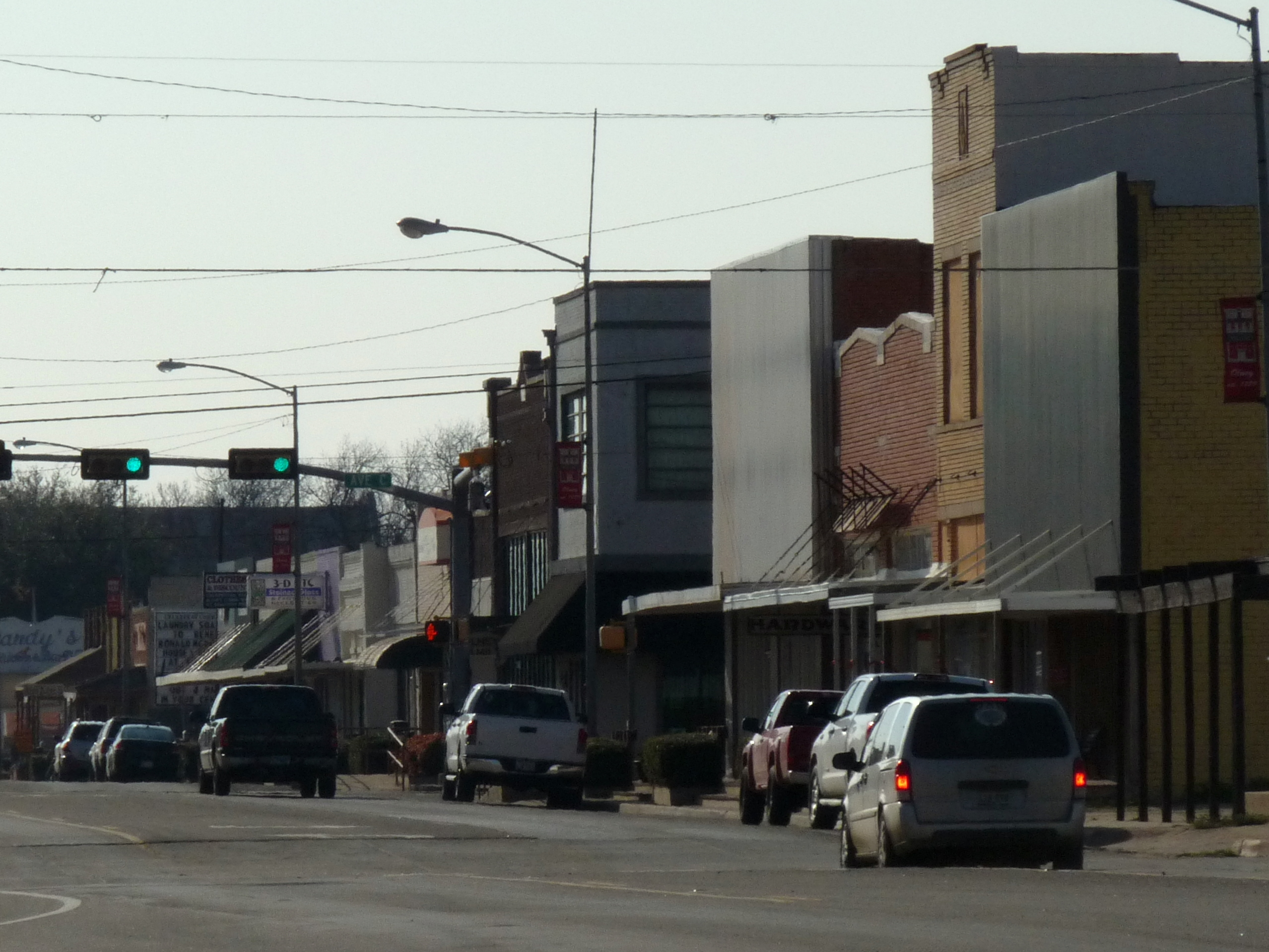
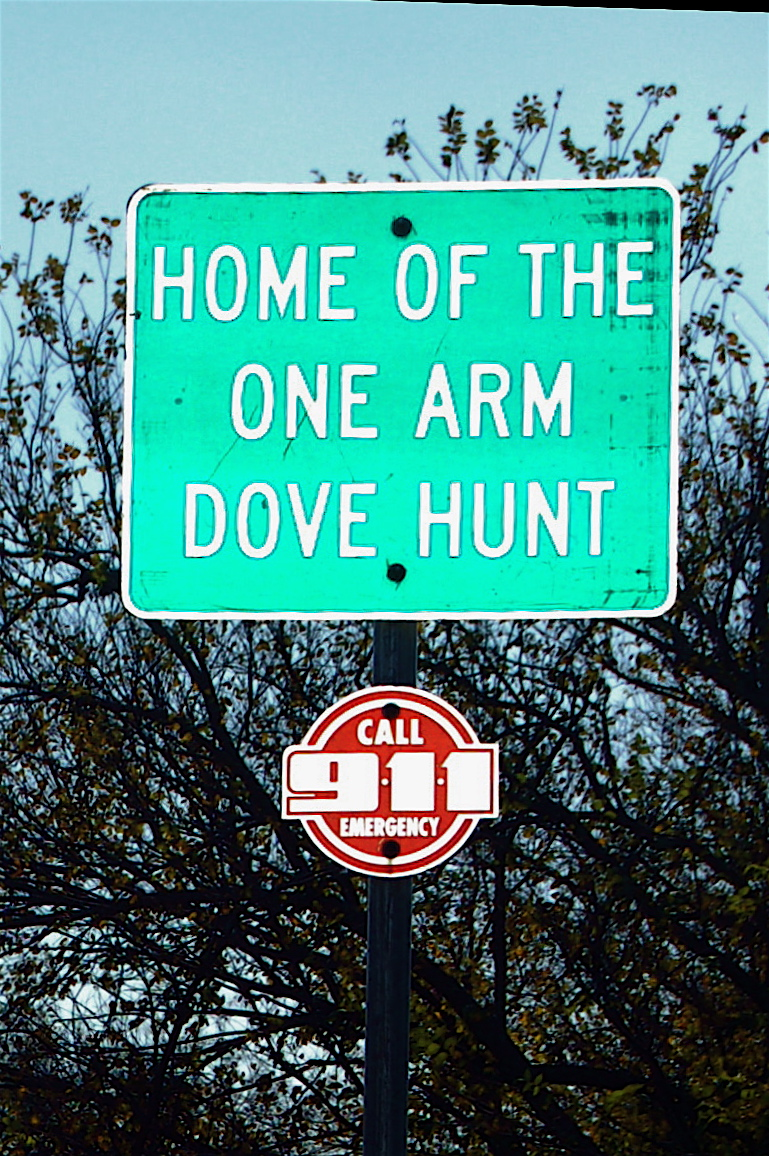